# Leonhard Thurneysser

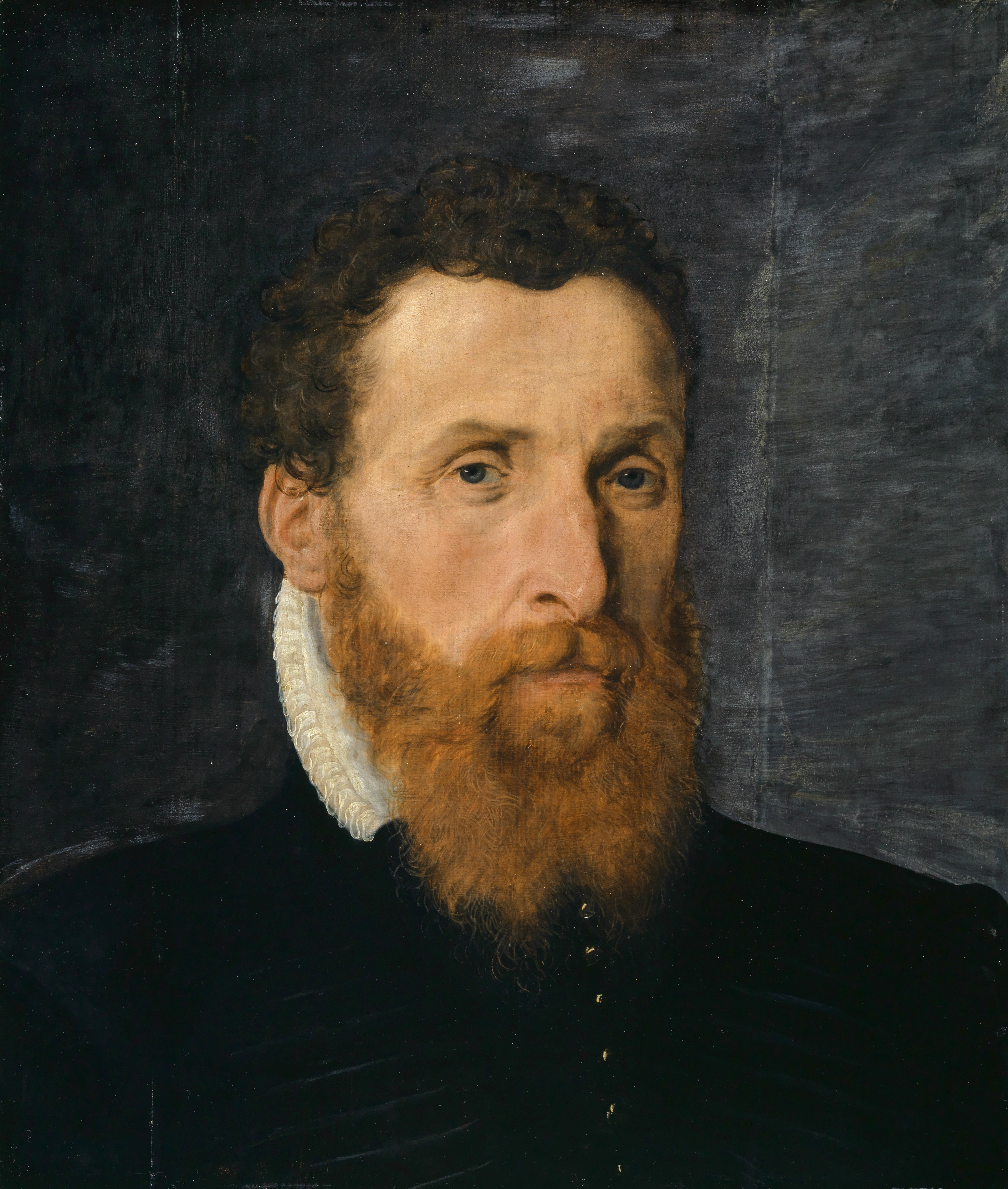
Leonhard Thurneysser, livläkare till kurfurst Johan Georg av Brandenburg. Oljemålning av Frans Floris de Vriendt I, målad omkring 1569.

Leonhard Thurneysser zum Thurn, även stavat Thurneisser, född 22 juli 1531 i Basel, död 8 augusti 1596 i trakten av Köln, var en schweizisk guldsmed och metallurg, samt apotekare, läkare och naturfilosof. Han verkade som livmedikus vid kurfurst Johan Georg av Brandenburgs hov.

## Biografi
Thurneysser var son till en guldsmed i Basel och utvecklade ett intresse för mineralogi och alkemi. Han lärde sig guldsmedsyrket av sin far och arbetade även som assistent åt professorn i medicin vid Basels universitet, Johannes Huber, som han samlade örter åt och framställde medicinska preparat. Dessa kunskaper använde han i sitt senare verk Historia. Hos Huber kom Thurneysser även i kontakt med Paracelsus skrifter, som kom att prägla honom djupt. 
Från 1547 förde han en kringflackande tillvaro, innan han återvände till Basel för att gifta sig 1555. Han blev där medlem av penningväxlar- och guldsmedsgillet. Från 1558 kom han åter att bege sig på resor. 1559 verkade han framgångsrikt som metallurg i Tarrenz i Tyrolen och grundade en gruvrörelse där. Vid kejsar Ferdinand I:s hov kom Thurneysser att snabbt skapa sig ett rykte som expert inom farmakologi, kemi, metallurgi, botanik, matematik, astronomi och medicin.
Ärkehertig Ferdinand av Tyrolens fru, Philippine Welser, finansierade flera ytterligare resor, där Thurneysser bland annat reste genom Mellanöstern och Nordafrika. Han samlade mineraler, växter och recept på läkemedel, och kom efter sina resor att fortsättningsvis verka som apotekare och läkare.
Åren 1569 till 1570 var Thurneysser bosatt i Münster som livläkare till furstbiskop Johan III av Hoya, vilken gav honom i uppdrag att inrätta ett apotek; dock kom Thurneyssers ambitiösa planer att begränsas av biskopens mer blygsamma medel. 
Det första mötet mellan Thurneysser och kurfurst Johan Georg av Brandenburg skedde i Frankfurt an der Oder, där Thurneysser botade kurfurstinnans sjukdom. Johan Georg utnämnde honom därefter till kurfurstlig livläkare, med en årslön på 1352 taler. Till hans förfogande ställdes lokaler i Berlins tidigare gråbrödrakloster, och han byggde även upp en glashytta vid Burg Grimnitz nära Joachimsthal.
I gråbrödraklostret inrättade Thurneysser sin bostad, ett bibliotek, ett tryckeri samt sina laboratorier. Med hjälp av sina egenframställda läkemetoder och kvacksalveri, alkemi och guldmakeri, kom han snart att bli en mycket rik man; dessutom sålde han astrologiska kalendrar, horoskop och talismaner till skydd mot ondska. Han sade sig känna till platser i markgrevskapet Brandenburg där safirer, rubiner och smaragder fanns att hitta, dessutom sade han sig känna till var man kunde hitta guld i Spree. I sitt tryckeri tryckte han verk på många olika språk med tyska, latinska, grekiska och hebreiska bokstäver, samt arabiska skrivtecken. Han inrättade Brandenburgs första naturvetenskapliga kuriosakabinett, anlade en botanisk trädgård och höll exotiska djur.
På en resa till hemstaden Basel 1579 gifte han sig för tredje gången, och tog med en stor del av sin förmögenhet dit. Efter en omfattande konflikt med hustrun valde han 1580 att återvända till Berlin, men egendomarna i Basel beslagtogs och tillerkändes hustrun. 1584 lämnade han slutligen Berlin och konverterade till katolicismen. Han sålde sitt tryckeri till Wilhelm Hilden. En kortare period levde han i Rom, innan han avled utfattig under oklara omständigheter i ett kloster i närheten av Köln 1595. 8 juli 1596 gravsattes han i Kölns dominikankloster.